# Hana Matelová
Hana Matelová (* 8. června 1990, Zlín) je česká stolní tenistka. Soutěžila na Letních olympijských hrách 2016 v ženské dvouhře, ve které byla vyřazena v prvním kole čínsko-kanadskou hráčkou Mo Čang. V sezóně 2018–⁠⁠⁠⁠⁠⁠19 vyhrála francouzský šampionát s ASRTT Etival Clairefontaine. V roce 2024 se stala mistryní Evropy ve čtyřhře, ve dvojici se Slovenkou Barborou Balážovou.